# 祝可仕
祝可仕（1575年—？），字孟型，號耀北，直隸太平府當塗縣人，民籍，明朝政治人物。

## 生平
萬曆三十一年（1603年）癸卯科應天鄉試一百二十六名舉人，三十八年（1610年）中式庚戌科會試第一百四十九名，二甲三十二名進士。大理寺觀政，授戶部山西司主事，四十年（1612年）管理通州穵運，四十二年（1614年）升雲南司郎中，管通州糧儲。天啟元年（1621年）三月升山東布政使司右參議、分守兗東道，未任，四月調福建，分守建南道，三年（1623年）六月升廣西按察司驛傳道副使。

## 家族
曾祖祝賢，封禮部郎中；祖父祝鑾，廣西左參政進階亞中大夫；父祝應麟，學生封承德郎戶部雲南司郎中；母程氏（封孺人）。嚴侍下。妻夏氏（封孺人）；繼妻吳氏（封孺人）。兄祝可大（庠生）、祝可久、祝可立。子祝傳芳（庠生）、祝流芳、祝彌芳、祝競芳。